# W50
W50, ook wel SNR G039.7-02.0, soms ook weleens de Manatee-nevel, is een supernovarest in het sterrenbeeld Aquila (Arend), ongeveer 18.000 lichtjaar van de zon. In het centrum van de nevel ligt de microquasar SS 433, wiens jets de nevels schil vervormen. Waarschijnlijk zijn W50 en SS443 restanten van een supernova 20.000 jaar geleden. Radiostraling van W50 is ontdekt door Gart Westerhout met de Dwingeloo Radiotelescoop.